# Спили
Спили (на гръцки: Σπήλι) е село и административен център в Република Гърция, разположено на остров Крит, дем Ретимно. Според закона Каликратис, влязъл в сила от 1 януари 2011 г., селото е столица на община Агиос Василиос. Намира се на 30 km южно от град Ретимно.
Спили е разположено амфитеатрално на хълм на югозападния склон на планината Кедрос, заобиколено отвсякъде от зеленина. Известно е с чешмата си от XVI в. построена по времето, когато Крит е владение на Венеция. От 25-те гаргойли с лъвски глави тече студена вода от изворите, разположени над селото, която е с превъзходни качества и богато съдържание на минерали, и е високо ценена от жителите и гостите на Спили.
Селото разполага със здравен център (малка болница), която обслужва и общинските райони Ламби и Финикас. Също така Спили е седалище на митрополията на Ламби и на Сфакия, която се помещава в църквата „Св. св. Петър и Павел“ (Άγιος Πέτρος και Παύλος), намираща се на западния край на селото по пътя за Ретимно.

## Население
Според преброяването от 2011 г. населението на Спили възлиза на 564 жители.

## Галерия
- Панорама на Спили
- Прочутата чешма на селото
- Уличка в Спили
- Гледка към Спили